# Mikuláš Oresme
Mikuláš Oresme, také Nicolas d’Oresme (1320–1330? v Normandii – 11. července 1382 Lisieux, Francie) byl francouzský scholastický učenec, teolog a biskup. Jeho názory připravily nástup novověké vědy a jako vychovatel a rádce francouzského krále ovlivnil také jeho politiku včetně měnové politiky.

## Život
Od roku 1348 studoval Oresme teologii na Navarrské koleji v Paříži a roku 1356 se stal jejím představeným. V této době se seznámil s královskou rodinou a patrně byl i vychovatelem pozdějšího krále Jindřicha V. Od roku 1361 byl arcijáhnem v Bayeux v Normandii, od roku 1362 kanovníkem v Rouenu a od roku 1377 biskupem v Lisieux. V letech 1370–1377 přeložil na pokyn krále Aristotelovy spisy do francouzštiny, takže se zpřístupnily i laickému publiku.

## Názory
Oresme byl vlivný myslitel i učitel, spolu s J. Buridanem hlavní představitel pařížského nominalismu. Zabýval se teologií, ale také matematikou a přírodními vědami. Prosadil názor, že razit mince není právo panovníka, nýbrž obyvatel země, takže panovník nesmí snižovat jejich hodnotu. Jako jeden z prvních začal používat grafické znázornění kvantitativních veličin, zastával názor, že heliocentrický systém je stejně oprávněná hypotéza jako geocentrický a připravil myšlenku hybnosti tělesa. Jeho spisy vycházely od 15. století tiskem, takže na tyto myšlenky navázal jak Mikuláš Kusánský, tak také Galileo Galilei a další.